# Juan Castilla Meza
Juan Aquiles Castilla Meza (Perú, 5 de enero de 1932 - ) es un vicealmirante en retiro de la Marina de Guerra del Perú y diplomático peruano.

## Biografía
Ingresó a la Escuela Naval del Perú y llegó a ser Vicealmirante de la Armada Peruana.
Se casó con Zoila Rubio, con quien tuvo a Luis Miguel, Juan Carlos, Silvia y Carolina Castilla Rubio.
De 1985 a 1991 fue Presidente de la empresa estatal PESCAPERÚ.
En octubre de 1994, fue nombrado Ministro de Transportes, Comunicaciones, Vivienda y Construcción; cargo que ejerció hasta enero de 1996.
En marzo de 1996 fue designado como Embajador Extraordinario y Plenipotenciario del Perú en la República de Venezuela.
Fue Embajador  Extraordinario y Plenipotenciario del Perú en la República de Cuba desde junio de 1999, cargo que dejó en noviembre de 2000 con la caída del régimen de Alberto Fujimori.